# غراثييلا بيسونيرو
غراثييلا بيسونيرو كاسترو (بالإسبانية: Graciela Pisonero Castro، ولدت في 3 أغسطس 1982، خيخون، أستورياس، إسبانيا) لاعبة إسبانية، تنافست في سباق القوارب الشراعية، تخصصت في فئة Yngling.
حصلت على الميدالية الذهبية في بطولة العالم للشراع في فئة Yngling عام 2006، وعلى الميدالية الذهبية في بطولة أوروبا للشراع في فئة Yngling عام 2006.

## إنجازاتها

### بطولة العالم للقوارب الشراعية فئة Yngling
- 2006 لا روشيل  فرنسا:  ميدالية ذهبية للشراع في فئة Yngling.

### بطولة أوروبا للقوارب الشراعية فئة Yngling
- 2006 ميديمبليك  هولندا:  ميدالية ذهبية للشراع في فئة Yngling.

## روابط خارجية
- غراثييلا بيسونيرو على موقع اللجنة الأولمبية الدولية (الإنجليزية)
- غراثييلا بيسونيرو على موقع أوليمبيديا (الإنجليزية)
- غراثييلا بيسونيرو على موقع اللجنة الأولمبية الإسبانية (الإسبانية)